# Adrienne Roy
Adrienne Roy (Verona, 28 de junio de 1953 - Austin, 14 de diciembre de 2010) fue una colorista de cómics estadounidense que trabajó principalmente para la editorial DC Comics. Fue la responsable de colorear los cómics del superhéroe Batman (Batman y Detective Comics) a lo largo de la década de 1980 y principios de la de 1990.

## Trayectoria
Asistió a una escuela de arte en el municipio de Wayne, en Nueva Jersey, donde estudió técnicas de pintura. Su primer contacto con el cómic fue a través de las colecciones de La tumba de Drácula, de Namor y de Conan de la editorial Marvel Comics. El primer trabajo de Roy como colorista de cómics fue asistiendo a su entonces marido, Anthony Tollin, que trabajaba para la editorial DC Comics. Pero fue el colorista Jack Adler el que le dio el primer trabajo en DC, encargárndole la portada del número 8 de la revista DC Special Series en la que aparecen Batman, Deadman y Sgto. Rock. Adler y Sol Harrison (que también era colorista) fueron considerados por la propia Roy como sus mentores y ambos la entrenaron en la técnica durante sus primeros años en DC.
Roy es principalmente conocida por su trabajo en los libros de Batman: Batman, Detective Comics, Batman: Shadow of the Bat, Batman: Gotham Knights y Tim Drake. Sin embargo, también fue responsable del coloreado de muchos otros títulos como: Teen Titans, The Warlord, Weird War Tales y Madame Xanadu. Roy tuvo presencia en varios cómics de DC durante la década de 1980. También se destacó en el ámbito de los tatuajes, donde obtuvo diversos reconocimientos de medios especializados, incluyendo el premio a la Mejor Mujer Tatuada de 1982. 
Con la llegada del coloreado digital al cómic, la demanda de coloristas tradicionales disminuyó, lo que llevó a Roy a formarse como hipnotista en sus últimos años. En 2000, enfrentó dificultades laborales a pesar de haber adquirido conocimientos en el uso de la computadora. Falleció de cáncer en Austin, Texas, el 14 de diciembre de 2010.